# 泰式火锅
泰式火锅和烤肉（英語：Mu kratha，泰語發音：[mǔː krā.tʰáʔ]），起源于泰国，是东南亚地区十分常见的泰国菜之一。在菲律宾、新加坡和马来西亚，它被称为Mookata。

## 历史
泰式火锅“Mu kratha”在泰语中的是“猪肉锅”的意思（mu：“猪”或“猪肉”，kratha：“锅”），类似于韩国烧烤和中国火锅的结合 。与韩国烧烤的差别在于泰式火锅大多以传统的方式，使用木炭起火烹煮，而韩式烧烤则大多使用烧烤架。泰式火锅的餐饮概念在泰国以及马来西亚、印度尼西亚和新加坡等东南亚地区十分盛行。

## 烹饪与饮食
火锅的中间部分用于烧烤肉类或海鲜，中间的外侧部分则用于加入泰式寿喜，与肉类、海鲜、蔬菜、菇类、丸子或香肠等配料。烧烤方面，大多数情况下最好使用动物脂肪而不是油。这可避免烤架粘在锅的边缘，也能够防止食材粘在一起。
大多数东南亚人喜欢吃带有寿喜烧或泰式烤肉辣椒蘸酱的烤猪肉，也有一些餐厅提供泰式海鲜蘸酱。